# Tallangatta
Tallangatta ist eine Stadt im Nordosten des australischen Bundesstaates Victoria. Die Stadt liegt am südlichen Arm des Lake Hume, nahe der Mündung des Mitta Mitta River und etwa 40 km südöstlich von Wodonga. Der Murray Valley Highway führt unmittelbar an der Stadt vorbei. Bei der Volkszählung 2016 hatte Tallangatta 935 Einwohner.

## Geschichte
Tallangatta wurde in den 1870er-Jahren gegründet; das erste Postamt eröffnete am 15. Mai 1871.
Nach dem Bau der Eisenbahn diente die Stadt als Tor zu den Tälern des Mitta Mitta River und des oberen Murray River (was den Murray River angeht, nur bis zur Verlängerung der Eisenbahnlinie bis nach Cudgewa). Ende des 19. Jahrhunderts und Anfang des 20. Jahrhunderts gab es in der Stadt etliche Gold- und Zinnminen. Davon sieht man allerdings heute – ganz im Unterschied zum benachbarten Beechworth – nur noch wenig. Anfangs war der Goldbergbau profitabel, aber dann stellte sich heraus, dass die tieferen Lagerstätten neben Gold auch andere Metalle enthielten. Die Extraktionsverfahren waren damals noch nicht so entwickelt, dass die Goldgewinnung unter diesen Umständen gewinnbringend gewesen wäre.
Seit dieser Zeit ist Tallangatta vorwiegend ein Zentrum der Landwirtschaft. Seit Anfang des 20. Jahrhunderts gab es dort eine Butterfabrik. Verbesserte Straßenverbindungen sorgten in den 1970er-Jahren aber für die Stilllegung sowohl der Fabrik als auch des Eisenbahnanschlusses. Zentrum der Milchwirtschaft ist heute Tangambalanga, ca. 15 km westlich der Stadt.
Der vielleicht interessanteste geschichtliche Aspekt ist die Verlegung der Stadt um 8 km nach Westen in den 1950er-Jahren, die eine Vergrößerung des Lake Hume ermöglichte. Am 14. April 1955 wurde das Postamt von Tallangatta in 'Tallangatta East' umbenannt und in der neu aufgebauten Stadt entstand ein neues Postamt.
Die Routen der Straßen in Old Tallangatta sind heute noch in Google Earth deutlich sichtbar.

## Wirtschaft
Rinderzucht ist heute der wichtigste Wirtschaftszweig der Gegend. In Tallangatta gibt es einen kleinen Schlachthof, den einzigen Betrieb der verarbeitenden Wirtschaft. Der Stausee und die Fernstraße bescherten der Stadt eine begrenzte Zahl von Touristen, besonders Motorradfahrer, die ihre Freude an den kurvigen Straßen der Gegend haben. Am Highway gibt es ein Motel und einen Campingplatz.
Daneben gibt es ein kleines Krankenhaus, zwei Grundschulen und eine weiterführende Schule. Viele Einwohner pendeln zu ihren Arbeitsstellen in Albury oder Wodonga. Die Schönheit der Landschaft und der Erholungswert des Stausees entschädigen sie für ihren halbstündigen Arbeitsweg.

## Sport
Tallangatta besitzt ein Australian-Football-Team, das in der Tallangatta & District Football League spielt.
Golfer können im Tallangatta Golf Club an der Coorilla Street spielen.

## Tallangatta Tomorrow Project
Tallangatta unterlag in den letzten 60 Jahren einigen wesentlichen Veränderungen, die einen deutlichen Einfluss auf die Stadt und das Gemeinwesen hatten. Die größte Veränderung der letzten Jahre war der Rückzug der Uferlinie des Stausees (wegen Wassermangels). Dies führte zu einem Rückgang des Tourismus und zu weniger Ansiedlungen von Geschäften und Privatpersonen. Die Hauptstraße ist für eine Stadt dieser Größe relativ lang und wegen des Rückzuges des Geschäftslebens gibt es dort viele renovierungsbedürftige Gebäude. Es gibt allerdings auch einen Plan, mit einem Sanierungskonzept neues Leben in die Stadt zurückzubringen.

## Persönlichkeiten
- Phillip Law, Wissenschaftler und Antarktisforscher, wurde 1912 in Tallangatta geboren.
- Matt Norman, Schauspieler, Autor und Produzent, wurde 1971 in Tallangatta geboren.